# Otto Müller (politiker)
 Der er flere personer med dette navn, se Otto Müller.
Otto Frederik Müller (ved dåben: Friedrich Otto Müller) (født 31. august 1807 i København, død 20. april 1882 på Frederiksberg) var en dansk højesteretsassessor og politiker, bror til Adam og Ludvig Müller og far til P.E. Lange-Müller.

## Uddannelse
Han var søn af biskop Peter Erasmus Müller, blev student med udmærkelse 1824 fra Metropolitanskolen og tog juridisk eksamen 1830, hvorpå han 1831 blev volontær i Danske Kancelli og 1836 kancellist i det. 1832 fik han Universitetets guldmedalje for en afhandling om den separerede og fraskilte hustrus borgerlige stilling, og samme år udnævntes han til auditør, hvad han var til 1846, fra 1839 overauditør. Han fik imidlertid tidligt en specialitet, der førte ham ind i det offentlige liv. Ved sin virksomhed i Danske Kancelli var han blevet fortrolig med lovgivningen om borgerlig næring i Danmark, og en frugt heraf var hans i 1840 udgivne bog: Om Lavsvæsen og Bevillinger til Næringsbrug. På en tid, da en reform af næringslovgivningen stod på dagsordenen, henledte dette skrift opmærksomheden på ham, og han blev ikke alene medlem af Industriforeningens repræsentantskab (1842-47), men borgerrepræsentant (1842-49) og senere folketingsmand (1855-60). 14. juni 1855 til 14. juni 1858 repræsenterede Müller Frederiksborg Amts 3. kreds (Hillerødkredsen), og 14. juni 1858 til 9. august 1860 Københavns 3. kreds.

## Arkitekt for Næringsloven
Som borgerrepræsentant kom han ind i den komité, som kommunalbestyrelsen efter en kongelig resolution havde nedsat 1840 til undersøgelse af Københavns lavs- og korporationsvæsen. Müller fik herved væsentlig andel i komiteens 2 betænkninger, 1844 over handelslavene og 1847 over håndværkslavene. De gik i frisindet retning og pegede på lavenes ophævelse; "efter et Tidsrum af 20 Aar skulde det atter tages under overvejelse, hvorvidt Lavsindretningen fremdeles burde bibeholdes". Og Müllers autoritet på dette område var så grundfæstet, at da det virkelig blev alvor med en reform af næringslovgivningen, overdroges det i 1855 ham alene at udarbejde et lovudkast; indenrigsminister P.G. Bang foretrak det således i stedet for at nedsætte en kommission. Müllers forslag, der fremkom i begyndelsen af 1857, blev grundlaget for loven af 29. december 1857, hvorved næringsfrihed indførtes i Danmark fra 1. januar 1862, og Müller har således væsentlig andel i, at alle de gamle rammer for dansk næringsliv, sikkert for radikalt, helt blev sprængt. 26. marts 1862 blev Müller Ridder af Dannebrogordenen og 26. juni 1876 Dannebrogsmand.

## Senere karriere
1846 var han blevet overretsassessor, og 1860 blev han højesteretsassessor, i hvilken stilling han forblev, til han i 1878 søgte sin afsked, ved hvilken lejlighed (29. november) han udnævntes til Kommandør af Dannebrogordenen. Det kan endnu mærkes, at han 1841-60 var bogholder og kasserer ved Sjællands Stifts gejstlige Enkekasse, og at han 1860 konstitueredes som direktør for Pastoralseminariet med forpligtelse til at foredrage kirkeretten.

## Politisk virke
I sin ungdom stod han det nationalliberale parti nær, således som det bl.a. kan ses af hans bog Om Valgret og Valgbarhed (1842); men allerede i 1848 stillede han sig noget anderledes, hans skrift Om Valgloven er imod almindelig stemmeret, og senere tog han bestandig mere afstand fra det nævnte parti. Da den konservative forening Augustforeningen dannedes efter de sørgelige begivenheder i 1863 og 1864, blev han medlem af dens repræsentantskab, skrev pjecen Det Hall-Monradske Ministerium efter d. 15. Nov. 1863 og interpellerede på særlig fremtrædende måde gehejmeråd C.C. Hall på valgdagen 30. maj 1865. Som det bedst stemmede med hans åbne natur, vedkendte han sig de tvivl, der dengang lå på så manges læber. Her skal det endnu kun erindres, at han var en fint dannet mand med mange interesser. En tid (1843-48) arbejdede han ivrig med i Bevægelsen mod Brændevinsdrik, 1844-45 var han medudgiver af sin morbroder Kratzenstein Stubs tegninger, 1867 udtalte han sine tanker om det juridiske studium og den juridiske eksamen, 1868 gav han en fremstilling af martsdagene 1848 i København, og endnu 1879 offentliggjorde han et lille skrift om Albrecht Dürer. Han sad i Mådeholdsforeningens bestyrelse 1843-48 og var formand for Det kongelige danske Haveselskab 1862-64. Han afgik ved døden 20. april 1882.
23. april 1842 havde han ægtet Charlotte Sophie Lange (27. oktober 1818 – 27. juni 1859), datter af overpræsident i København Michael Lange. En søn af dette ægteskab var komponisten P.E. Lange-Müller.
Han er begravet på Assistens Kirkegård.
Der findes portrætmalerier af Adam Müller fra 1832 og af Hans Christian Jensen fra 1877. Fotografier af Niels Willumsen og Hansen, Schou & Weller.